# Confessions of a Shopaholic (libro)
Confessions of a Shopaholic es una novela ficcional y una comedia romántica escrita por Sophie Kinsella, también conocida como  Madeleine Wickham.

## Argumento
Rebecca Bloomwood, la protagonista del libro es una mujer adicta a las compras, y tiene tres reglas acerca de las compras, lo miras, lo compras y te lo llevas. Todo esto lo hace con su tarjeta mágica, su  tarjeta de crédito visa. Lo que Rebecca no se ha dado cuenta es que detrás de cada precio hay una cuenta.
Rebecca trabaja para FT, una revista de finanzas, y es una consejera de finanzas quien ayuda a personas que no saben cómo manejar su dinero y son adictos a las compras. Esto es irónico porque ella no puede manejar sus propias deudas y sus tarjetas de crédito. Un día recibió una llamada del IRS, una organización que se encarga de los impuestos y deudas.
El encargado del IRS llama a Rebecca para decirle que tiene que pagar todas sus deudas y le dice que si no paga él la irá a buscar. Rebecca inventa mil excusas para no hablar con el encargado, como que su abuela le dio varicela y que ella se rompió la pierna mientras hacía deportes extremos.
Al pasar los días el encargado va a buscar a Rebecca a su trabajo, y ella le dice a su jefe que es su exnovio que la está siguiendo y no la deja en paz. Su jefe llama a las autoridades y lo escoltan afuera. El encargado no pudo hablar con Rebecca.